# Satz von Holditch

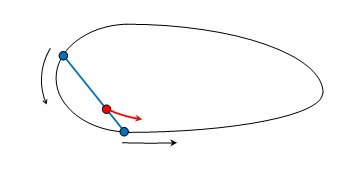
Eine Sehne (blau) wird innerhalb einer Kurve (schwarz) bewegt, sodass ein Punkt auf der Sehne (rot) eine weitere Kurve zeichnet.

Der Satz von Holditch ist ein Satz der ebenen Geometrie, der erstmals 1858 von Hamnet Holditch formuliert wurde. Er liefert eine Formel für den Flächeninhalt einer Fläche, die entsteht, wenn eine Sehne entlang einer geschlossenen Kurve bewegt wird.

## Formulierung
Sei {\displaystyle \Gamma } eine geschlossene, konvexe Kurve. Die Sehne {\displaystyle AB} der Länge {\displaystyle a+b} sei durch den Punkt {\displaystyle C} in zwei Strecken unterteilt, die die Längen {\displaystyle a} und {\displaystyle b} haben, und durchlaufe {\displaystyle \Gamma } einmal. (Damit dies möglich ist, muss {\displaystyle a+b} hinreichend klein sein.) Der Punkt {\displaystyle C} beschreibt dabei eine Kurve {\displaystyle \Gamma '}, diese sei ohne Selbstüberschneidungen. Dann hat das Gebiet zwischen {\displaystyle \Gamma } und {\displaystyle \Gamma '} einen Flächeninhalt von {\displaystyle \pi ab}.
Der Flächeninhalt ist damit unabhängig von Form und Größe der Kurve und hängt nur von der Länge der Sehne und der Position des Punktes auf ihr ab.
Holditch selbst hat bei der Formulierung einige wichtige Punkte nicht beachtet, so fehlt bei ihm die Bedingung, dass {\displaystyle \Gamma } konvex ist, dass die Sehne kurz genug ist, um einmal ganz herumlaufen zu können, und dass {\displaystyle \Gamma '} keine Selbstüberschneidungen besitzt. Auch sein Beweis enthält mehrere unbewiesene Annahmen.

## Spezialfälle
Einige Spezialfälle des Satzes von Holditch lassen sich leicht elementargeometrisch beweisen: Ist {\displaystyle \Gamma } ein Kreis vom Radius {\displaystyle R}, so ist auch {\displaystyle \Gamma '} ein Kreis, der den gleichen Mittelpunkt wie {\displaystyle \Gamma } besitzt. Seinen Radius {\displaystyle r} bestimmt man, indem man einen Durchmesser von {\displaystyle \Gamma } einzeichnet. Dieser wird vom Punkt {\displaystyle C} in zwei Teile der Länge {\displaystyle R-r} und {\displaystyle R+r} geteilt, sodass nach dem Sehnensatz {\displaystyle ab=(R-r)(R+r)=R^{2}-r^{2}} gilt. Die Fläche des Ringes zwischen den beiden Kreisen beträgt {\displaystyle \pi R^{2}-\pi r^{2}=\pi ab} in Übereinstimmung mit der Aussage von Holditch.
Ist {\displaystyle \Gamma } ein Rechteck, dessen Seiten alle länger sind als die Sehne, so fällt {\displaystyle \Gamma '} auf einem Teil des Rechtecks mit {\displaystyle \Gamma } zusammen, nur in den Ecken weicht {\displaystyle \Gamma '} ab und beschreibt jeweils ein Viertel eines Ellipsenbogens. Die Fläche zwischen den Kurven stimmt daher mit der Fläche einer Ellipse mit den Halbachsen {\displaystyle a} und {\displaystyle b} überein, beträgt also wiederum {\displaystyle \pi ab}.

## Verallgemeinerungen
Eine Verallgemeinerung des Satzes von Holditch stammt von Arne Broman und liefert zugleich auch eine formale Darstellung für das Durchlaufen der Sehne.
Sei {\displaystyle \Gamma _{A}} eine geschlossene, rektifizierbare ebene Kurve, parametrisiert durch {\displaystyle (x(t),y(t))=:A(t)} für {\displaystyle 0\leq t\leq 1}. Sei {\displaystyle \theta :[0,1]\to \mathbb {R} } stetig und von beschränkter Variation mit {\displaystyle \theta (1)=\theta (0)+n\cdot 2\pi }, wobei {\displaystyle n} eine ganze Zahl ist. Seien für {\displaystyle t\in [0,1]} {\displaystyle B(t)} und {\displaystyle C(t)} Punkte in der Ebene, sodass die Strecke {\displaystyle AB} einen Winkel von {\displaystyle \theta } gegenüber einer festen Referenzgeraden hat und durch den Punkt {\displaystyle C} in zwei Teilstrecken der Längen {\displaystyle a} und {\displaystyle b} geteilt wird. Die Kurven, die sie durchlaufen, seien {\displaystyle \Gamma _{B}} und {\displaystyle \Gamma _{C}}. Sei {\displaystyle I_{A}:=\int _{\Gamma _{A}}xdy} und analog für {\displaystyle I_{B}} und {\displaystyle I_{C}}. Dann gilt:
{\displaystyle I_{C}={\frac {b}{a+b}}I_{A}+{\frac {a}{a+b}}I_{B}-n\pi ab}
Der Satz von Holditch ergibt sich als Spezialfall, wenn {\displaystyle \Gamma _{A}=\Gamma _{B}} und {\displaystyle n=1} ist. Die Fläche zwischen den Kurven beträgt dann nach dem Satz von Green gerade {\displaystyle I_{A}-I_{C}}, was nach der obigen Formel tatsächlich {\displaystyle \pi ab} ist.
Der Beweis des Satzes kann durch einfache Rechnungen mit Kurvenintegralen erfolgen.
Eine Verallgemeinerung des Satzes auf höhere Dimensionen ist vermutlich nicht möglich.

## Anwendungen
Der Satz von Holditch und seine Verallgemeinerungen können bei der Untersuchung kinematischer Ketten Anwendung finden, mit ihrer Hilfe ist es möglich, den Platzbedarf von Konstruktionen zu ermitteln, wenn die Endpunkte beweglicher Stangen auf bestimmten Bahnen geführt werden.